# Hyatt Regency San Francisco
 (décembre 2021).
L'Hyatt Regency San Francisco est un hôtel du groupe Hyatt Hotels situé au pied de Market Street et de l'Embarcadero dans le quartier financier de San Francisco, en Californie. L'hôtel fait partie de l'Embarcadero Center dont il est le 5e bâtiment, dont le nom alternatif de Five Embarcadero Center.
Ouvert en 1973, le bâtiment est perçu soit comme un édifice futuriste, soit comme un bâtiment modernaliste daté selon les observateurs. L'hôtel offre à certains endroits une vue sur la ville et la baie de San Francisco. L'atrium est particulièrement grand avec une longueur de 107 mètres, une largeur de 49 mètres et une hauteur de 52 mètres.
Un restaurant tournant sur le toit nommé Equinox est désormais le Regency Club Lounge, un club privé.

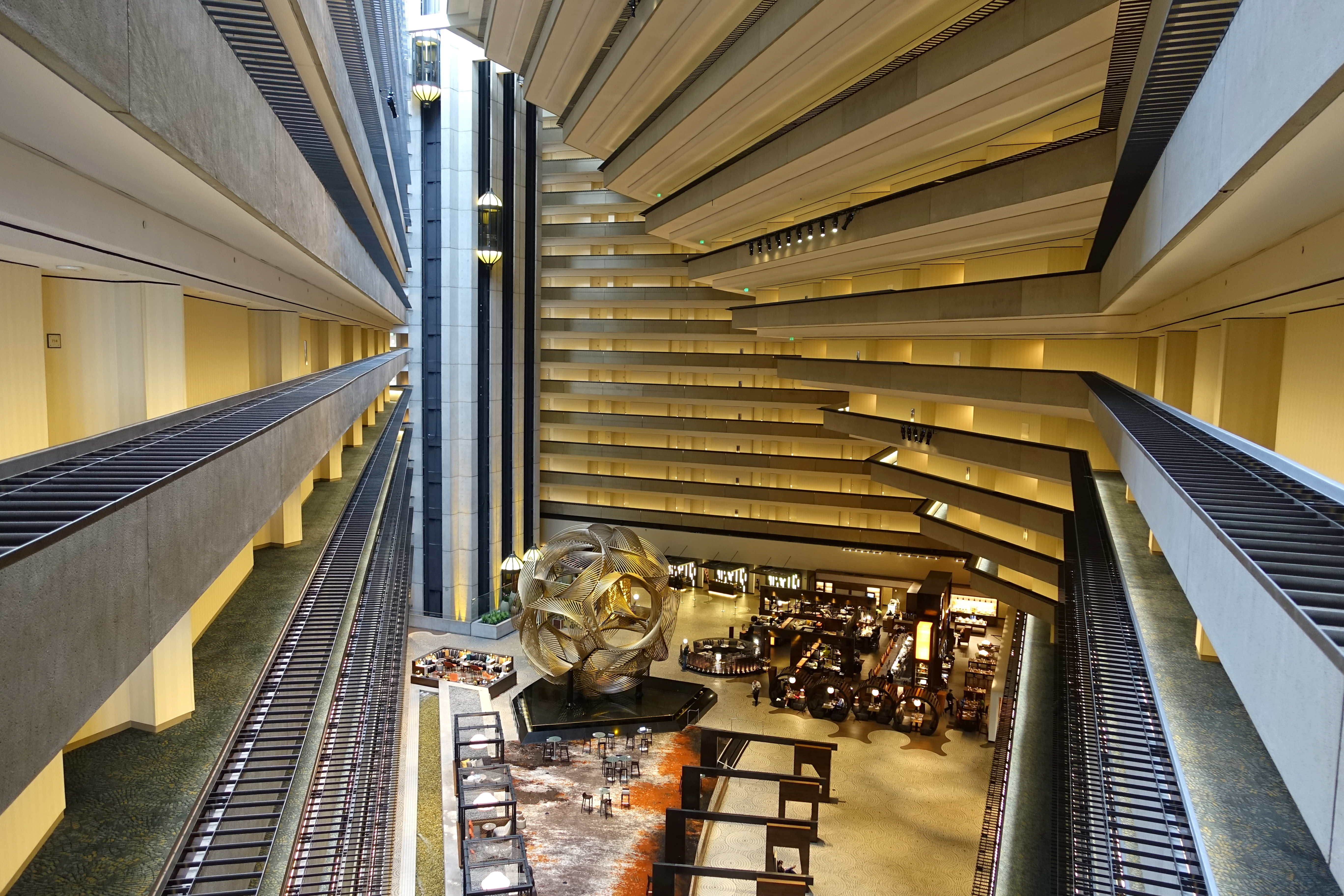
L'atrium.
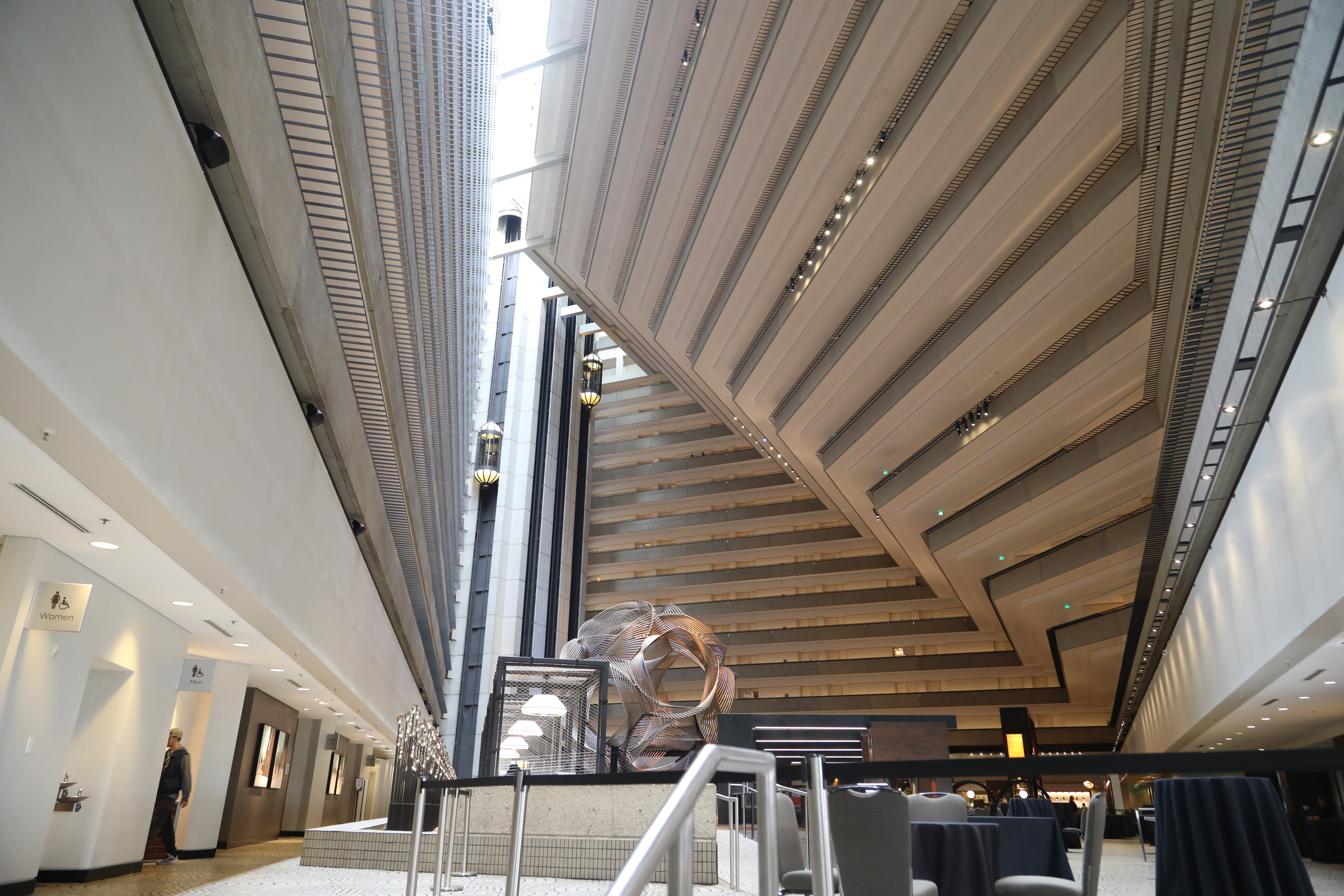
L'atrium.
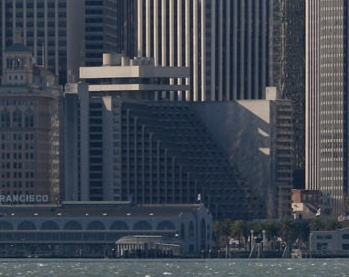